# Église Sainte-Marie de Mosoll
L'église Sainte-Marie de Mosoll (en catalan : Santa Maria de Mosoll) est une église romane située à Das, commune espagnole de la comarque (région) de Basse-Cerdagne en Catalogne. 

## Localisation
L'église est située au hameau de Mosoll, au nord de Das.

## Historique
L'église est mentionnée pour la première fois sous le nom de Mosollo dans l'« Acte de Consécration de la Cathédrale de la Seu d'Urgell » au Xe siècle.
L'église romane actuelle date du XIIe siècle. 
Elle a été restaurée en 1987 par le Gouvernement autonome de Catalogne.

## Architecture
L'église, édifiée en pierre de taille et recouverte de lauzes, se compose d'une nef unique, d'un chevet semi-circulaire et d'un clocher-mur.
L'élément architectural le plus intéressant de l'église est son chevet constitué d'une abside semi-circulaire unique, appuyée sur un mur pignon dépassant largement le toit de la nef et percée d'une fenêtre axiale à simple ébrasement.
La façade méridionale est percée d'une porte et d'une fenêtre à simple ébrasement, toutes deux en plein-cintre.
La façade occidentale est surmontée d'un clocher-mur à deux baies campanaires semblable à celui d'autres églises cerdanes comme Saint-Fructueux de Llo, Saint-Romain de Caldegas et Notre-Dame-de-Belloc.